# Bucium (formație)
Bucium este o formație românească de folk, rock, ambiental, caracterizată prin folosirea a două viori alături de chitară, bas, baterie, voce. Formația a fost înființată în octombrie 2000, urmând ca după patru ani, în 2004, să susțină primele concerte în public.
În martie 2008, Bucium a lansat primul său album, „Voievozii”, distribuit în România prin A&A Records.
În decembrie 2016, Bucium a lansat un nou album, "Live în Codrul Ascuns", ce conține variantele live ale pieselor celor mai apreciate de către public.

## Mesaj
Cum buciumul este un instrument simbol, prin intermediul căruia se transmiteau toate semnalele (de luptă, de adunare, de sărbătoare) pe vremea dacilor, atât muzica cât și versurile transmit un semnal și nevoia unei întoarceri la un spirit românesc străvechi, autentic. Nici versurile, nici ritmurile nu sunt culese din folclor, ci compoziții originale, cu gândul de a fi atribuite sound-ului arhaic românesc.  
Membrii trupei au declarat că: "Nu ne dorim o întoarcere la tradiții și origini, ci doar o înțelegere a lor. Dacă înțelegem mitologia românească, ne putem înțelege și sufletul neamului și ne vom aprecia un pic mai mult. Poate vom relua legătura cu natura, pentru a atinge o armonie și un echilibru."

## Stil muzical
Piesele se caracterizează prin dialoguri între instrumente și schimbarea frecventă a tempo-ului. Specifică Bucium este variația pasajelor  - de la brutal la melodios, de la înălțător la tensionant.  
Muzica Bucium înglobează elemente tribale, primitive, ceea ce explică foarte bine sound-ul arhaic. Bucium îmbină influențe din zona progresiv, ambiental, folklorism (curent din muzica clasică), rock și artrock.  

## Discografie

### Voievozii
Albumul a fost înregistrat în perioada februarie-iunie 2006 în studio-ul Recreate Records, cu Ștefan Mureșeanu ca inginer de sunet, iar în perioada octombrie 2006 - mai 2007 a fost remixat și masterizat în studio-ul Little Creek din Elveția, de către Franky Winkelmann (inginer de sunet al trupelor Destruction, Lake of Tears, Fear my Thoughts, Darkmoon, basist al trupei elvețiene Gurd).  
Piesele de pe albumul „Voievozii” au fost gândite pentru un album conceptual. Proiectul a pornit de la ideea că tot ceea ce este bun într-un neam trebuie însoțit de fermitate, de aici și alternanțele de ritm (se alternează părți de o melodicitate extraordinară cu părți dure). Proiectul conține piesele: „Voievozii”, „Rovine 1394”, „Basarabii”, „Razboieni”, ”Maria Doamna - Raresoaia”, „Zalmoxe”, „Morgana”, „Sorbul Apelor”. Albumul, ale cărui mesaje nu se lasă ușor descifrate, are un fir roșu, conducător: începe cu o invocație a „Voievozii”, continuă cu un ritual al basarabilor (castă sacerdotală a dacilor din care s-au ales dintotdeauna conducătorii) și trece apoi printr-o serie de stări, lupte și atitudini străvechi. Albumul se deschide cu un recitativ interpretat de Doru Stănculescu. Cele 8 piese incluse pe albumul „Voievozii” durează 55 de minute.

### Live în Codrul Ascuns
Albumul “Live în Codrul Ascuns” a fost lansat pe 1 decembrie 2016. Este disponibil la streaming, download sau în format fizic. Formatul fizic are un ambalaj inedit, de 22x22cm. Compact discul arată precum un vinil iar fiecărei piese îi corespunde o ilustrație. Ilustrațiile au fost realizate de Tiberiu Militaru.
Înregistrările albumului au fost făcute de Alex Pascu, liderul trupei Goodbye to Gravity și prieten apropiat al trupei. El a apucat să mixeze prima piesă de pe album, însă procesul a fost întrerupt de momentul #Colectiv. Discul în forma finală a fost realizat cu ajutorul lui V.O. Pulver, muzician și producător elvețian (Gurd, Destruction, Poltergeist, Darkmoon).
Pe album sunt incluse și două bonus tracks, ca omagiu adus lui Adrian Rugină, fostul toboșar al trupei. Adrian a decedat în momentul #Colectiv, în timp ce încerca să salveze mai mulți oameni din incendiu. Cele două piese bonus reprezintă prima și ultima piesă înregistrate alături de Adrian.
În februarie 2017 au lansat videoclipul unui nou single de pe album, “Greuceanu“, piesă inspirată din basmul românesc cu același nume. Aceasta s-a născut ca urmare a multor improvizații live. Intensitatea este crescendo, pleacă de la piano-pianissimo și ajunge la forte-fortissimo.
Materialul a fost promovat printr-un turneu național în marile orașe ale țării: Cluj, Timișoara, Iași, Constanța, Craiova, Buzău, Galați, Râmnicu Vâlcea și Brașov. Concertul din capitală a fost anunțat pentru data de 11 aprilie 2017.

### Miorița
Albumul "Miorița" a fost compus în perioada 1999-2002 și înregistrat alături de Adrian Rugină, fostul toboșar al trupei. Toate materialele s-au pierdut sau n-au putut fi folosite. Albumul a fost reînregistrat și urmează a fi lansat în 2017.

## Setlist
Setlistul de concert al trupei depășește 2 ore.

## Componența trupei
Alexandra Milea - vioară 
Mihai Balabaș - vioară 
Alexandru Dumitrescu Florescu (Andi Dumitrescu) - voce, chitară, instrumente de suflat, clape 
Robert Ardeleanu - chitară bas 
Cristian Răducanu - baterie, percuție